# Ладачки хрчак
Ладачки хрчак (лат. Cricetulus alticola) је врста хрчка, која насељава област Ладак (у Индији) и делове западне Кине и Непала. 

## Распрострањење
Ареал ладачког хрчка ограничен је на неколико азијских области: Ладак (у Индији), западне делове Тибета и Синкјанга (у Кини) и запад Непала.

## Станиште
Станишта врсте су шуме, поља риже, мочварна подручја, жбунаста вегетација и пустиње. 

## Угроженост
Ова врста је наведена као последња брига, јер има широко распрострањење и честа је врста.